# Momento di Minsky

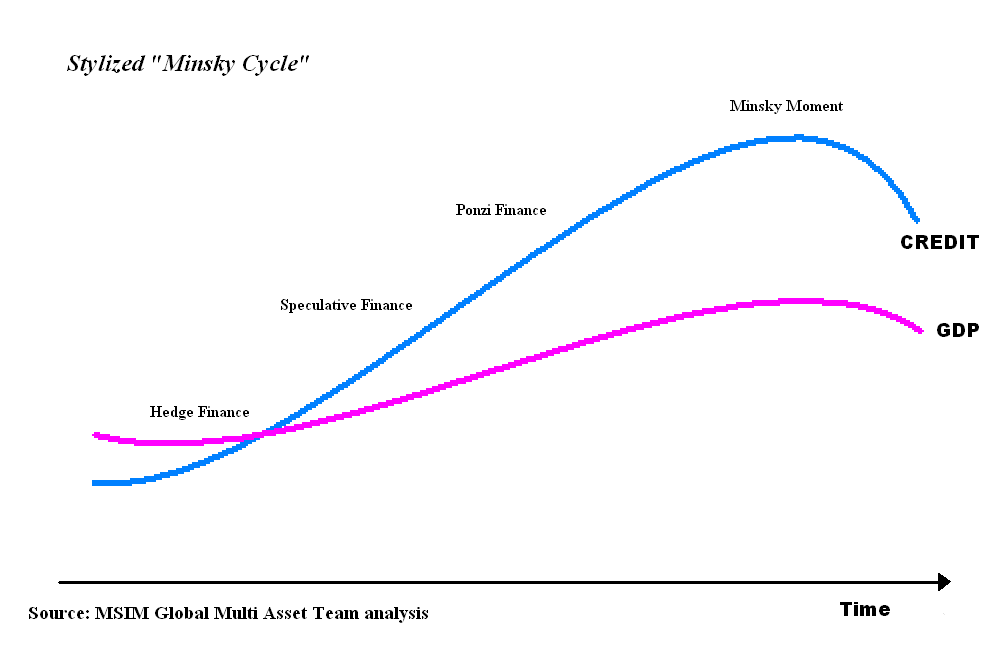
Diverse fasi che portano al Momento di Minsky

Un momento di Minsky è un crollo improvviso e consistente dei valori delle attività originato da un ciclo del credito o un ciclo economico.

## Descrizione
La repentina instabilità si verifica perché, in lunghi periodi di prosperità costante, gli alti guadagni sugli investimenti inducono tipicamente una percezione ridotta del rischio complessivo di mercato, la quale promuove il rischio di leva finanziaria dell'investimento nel denaro preso in prestito anziché in liquidità. Il finanziamento tramite leva finanziaria sul debito generato da investimenti speculativi espone gli investitori a una potenziale crisi del flusso di cassa, che potrebbe iniziare con un breve periodo di prezzi delle attività in lieve calo. Nel caso del calo, la liquidità generata dalle attività non è più sufficiente a ripagare il debito utilizzato per mantenere le attività stesse. Le perdite su tali attività speculative inducono i finanziatori a ricorrere ai loro prestiti.
Questo meccanismo può amplificare rapidamente un lieve declino in un ampio crollo dei valori delle attività, in relazione al grado di leva finanziaria sul mercato. Gli investitori con leva finanziaria sono anche costretti a vendere posizioni meno speculative per coprire i loro prestiti. In situazioni gravi, nessun acquirente fa offerte ai prezzi recentemente quotati, temendo ulteriori cali. Ciò avvia un'importante catena di svendite, che porta a un improvviso e rapido crollo dei prezzi delle attività di compensazione del mercato, un forte calo della liquidità del mercato e una forte domanda di liquidità.
Il concetto più generale di "ciclo di Minsky" consiste in una catena ripetuta di momenti Minsky: un periodo di stabilità incoraggia l'assunzione di rischi, che porta a un periodo di instabilità in cui i rischi si traducono in perdite, che costringe rapidamente i partecipanti in negoziazioni avverse al rischio (riduzione della leva finanziaria), ripristino della stabilità e impostazione del ciclo successivo. In questa visione più generale, il ciclo di Minsky può applicarsi a una vasta gamma di attività umane, oltre all'economia degli investimenti.

## Contesto
Il termine fu coniato da Paul McCulley del PIMCO nel 1998, per descrivere la crisi finanziaria russa del 1998, e prese il nome dall'economista Hyman Minsky, il quale notò che banchieri, commercianti e altri finanziatori giocavano periodicamente il ruolo di "incendiari", mandando l'intera economia in fiamme. Minsky si oppose alla deregolamentazione che caratterizzò gli anni ottanta.
Alcuni, come McCulley, hanno datato l'inizio della crisi finanziaria del 2007-2010 a un momento di Minsky e hanno definito la crisi seguente un "viaggio inverso di Minsky"; McCulley risale al momento ad agosto 2007, mentre altri risalgono all'inizio di alcuni mesi prima o dopo, come il fallimento di due fondi Bear Stearns del giugno 2007.
Il concetto ha alcuni parallelismi con la teoria del ciclo economico austriaco sebbene lo stesso Minsky fosse noto come keynesiano ed è identificato come post-keynesiano, come McCulley.